# مقاطعة تايريل (كارولاينا الشمالية)
مقاطعة تايريل (بالإنجليزية: Tyrrell County)‏ هي إحدى مقاطعات ولاية كارولاينا الشمالية في الولايات المتحدة الأمريكية. مركز المقاطعة أو مقعدها هي مدينة كولومبيا. تأسست هذه المقاطعة سنة 1729.أصل هذه المقاطعة يأتي من: مقاطعة تشووان, مقاطعة كوريتوك, ومقاطعة باسكوتانك.